# Папирня (Черниговская область)
Папи́рня (укр. Папі́рня) — село Черниговского района Черниговской области Украины, по обоим берегам реки Пакулька. Население 38 человек.
Код КОАТУУ: 7425586306. Почтовый индекс: 15543. Телефонный код: +380 462.

## Власть
Орган местного самоуправления — Пакульский сельский совет. Почтовый адрес: 15543, Черниговская обл., Черниговский р-н, с. Пакуль, ул. Октябрьская, 40.